# Moers Festival

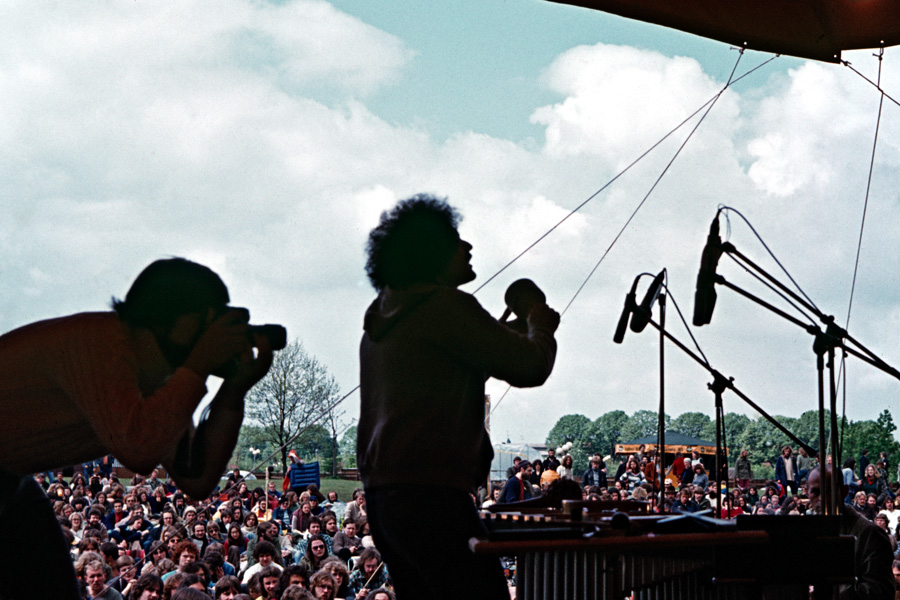
1978

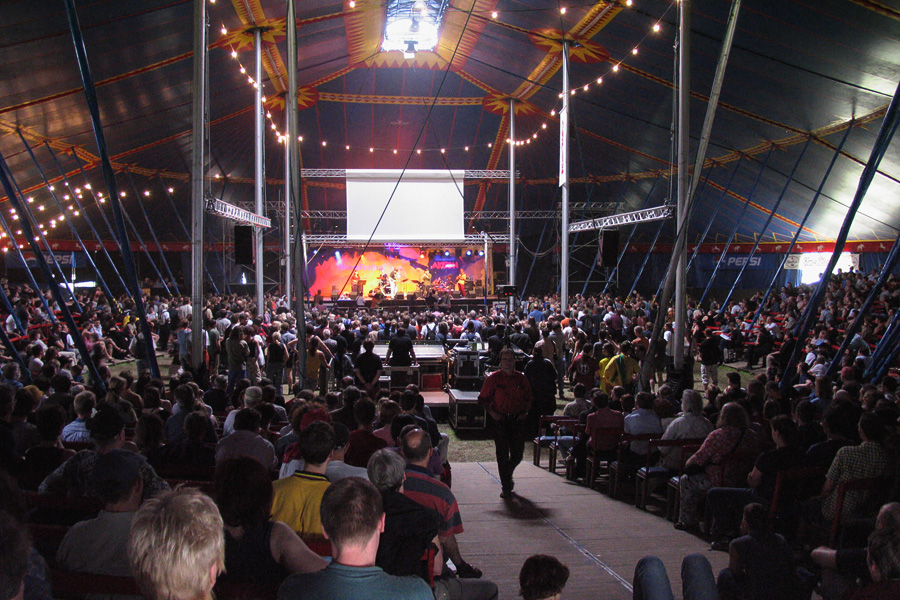
2004

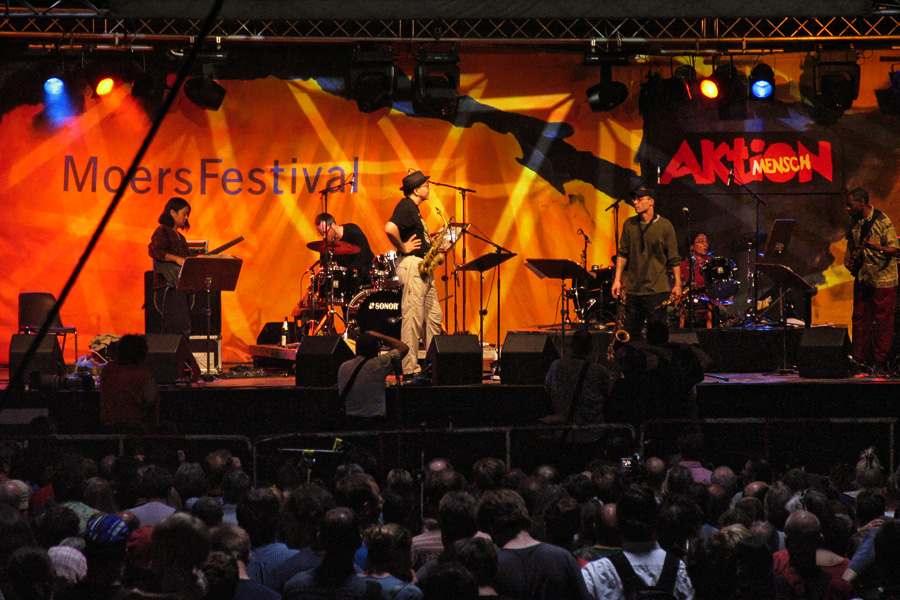
on stage (2004, Ned Rothenberg Double Band)

Moers Festvial is een jaarlijks muziekfestival dat plaatsvindt in Moers, Duitsland. Het festival is gericht op jazzmuziek en wordt vanaf 1972 gehouden tijdens Pinksteren.
Er zijn een reeks livealbums uitgegeven die opgenomen werden op het Moers Festival.

## Selectieve discografie
- 1974: Anthony Braxton Quartet – At Moers Festival
- 1976: John Surman – Live at Moers Festival
- 1977: Anthony Braxton – Solo: Live at Moers Festival
The World Saxophone Quartet – Point of No Return
- 1978: Phillip Wilson Quartet – Live at Moers Festival
- 1979: David Murray/Sunny Murray Trio – Live at Moers
- 1987: Reichlich Weiblich – Live at Moers Festival 87
- 1993: Jamaaladeen Tacuma with Basso Nouveau – The Night of Chamber Music
Richard Teitelbaum – Cyberband
- 2005: James Choice Orchestra – Live at Moers